# Bilaspur (distrikt i Himachal Pradesh)
Bilaspur är ett distrikt i Indien.   Det ligger i delstaten Himachal Pradesh, i den norra delen av landet, 300 km norr om huvudstaden New Delhi. Antalet invånare är 381 956.
Följande samhällen finns i Bilaspur:
- Bilaspur
- Ghumārwīn